# Leo Genn
Leopold John "Leo" Genn, född 9 augusti 1905 i London, England, död där 26 januari 1978, var en brittisk skådespelare och jurist. 1952 nominerades han till en Oscar för bästa manliga biroll i filmen Quo Vadis.

## Filmografi i urval
- 1940 – Tio dagar i Paris
- 1940 – Storstad i mörker
- 1944 – Ödets män
- 1945 – Caesar och Cleopatra
- 1948 – Ormgropen
- 1948 – Brott på Broadway
- 1950 – Trähästen
- 1951 – Quo Vadis
- 1958 – Jag anklagar
- 1962 – Den längsta dagen
- 1965 – Ten Little Indians